# Dalila Di Lazzaro

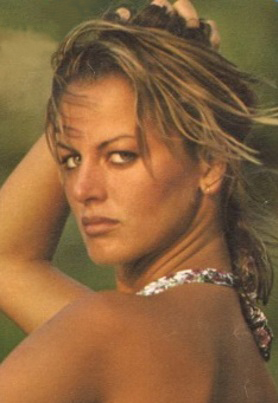
Dalila di Lazzaro

Dalila Di Lazzaro, auch Dalila Parker (* 29. Januar 1953 in Udine) ist eine italienische Schauspielerin, Sängerin und Model.

## Biografie
Di Lazzaro begann ihre Karriere als Model; ab 1972 war sie als Schauspielerin in zahlreichen Genrefilmen, vor allem Kriminalfilmen, tätig. Neben Engagements in ihrer Heimat wirkte aber auch in großen Produktionen wie Killer stellen sich nicht vor von Jacques Deray mit. An der Seite von Franco Nero spielte sie in dem Film Der Bandit mit den schwarz-blauen Augen von Alfredo Giannetti. Mit Klaus Kinski spielte sie in seinem letzten Film Kinski Paganini.
Als ihr Sohn Christian 1991 im Alter von 22 Jahren durch einen Autounfall starb, erlitt sie einen Hirnschlag. In der Folge war sie eine längere Zeit bewegungsunfähig. Die Öffentlichkeit mied sie für eine lange Zeit. Sie veröffentlichte ab 2006 fünf Bücher, die ihrem verstorbenen Sohn gewidmet sind.
Di Lazzaro lebt heute an der Côte d’Azur und in Mailand.

## Filmografie (Auswahl)
- 1971: Halleluja… Amigo (Si può fare… amigo!)
- 1972: Frankenstein '80
- 1973: Andy Warhols Frankenstein (Carne per Frankenstein)
- 1974: Die cleveren zwei (Il bestione)
- 1974: Night Train – Der letzte Zug in die Nacht (L'ultimo treno della notte)
- 1975: Die Puppe des Gangsters (La pupa del gangster)
- 1976: Oh, Serafina!
- 1977: Blutiger Zahltag (La ragazza dal pigiama giallo)
- 1977: Der Kater läßt das Mausen nicht (Il gatto)
- 1979: Ein bürgerliches Drama (Un dramma borghese)
- 1980: Der Bandit mit den schwarz-blauen Augen (Il bandito dagli occhi azzurri)
- 1980: Killer stellen sich nicht vor (Trois hommes à abattre)
- 1984: Ab in den Knast (Tutti dentro)
- 1984: Aeroporto internazionale (TV-Serie)
- 1985: Phenomena
- 1989: Kinski Paganini (Paganini)
- 1989: Giulia (Disperatamente giulia)
- 1989: Liebe und Tod (Diceria dell'untore)
- 1997: Kidnapping – Ein Vater schlägt zurück (Kidnapping – La sfida)
- 2013: L’ultima ruota del carro

## Diskografie
- Extra love (1984)

## Veröffentlichungen
- Il mio cielo, 2006, Piemme
- L’angelo della mia vita, 2008, Piemme
- Toccami il cuore, 2009, Piemme
- Il mio tesoro nascosto, 2011, Piemme
- Una donna lo sa, 2014, Piemme